# Северный клинок
Северный клинок (англ. Northern Blade)  — Фэнтези многопользовательская ролевая онлайн-игра. Игру разрабатывает студия N-blade. Открытый бета-тест состоялся 15 декабря 2009

## Описание

### Особенности игры
Одной из ключевых особенностей игры является ее боевая система, которая позволяет игрокам наносить удары без необходимости выделения цели. Это делает бои быстрыми и динамичными.

## Сюжет
Великая Империя Аэнор, некогда цветущая и могущественная, внезапно оказалась на грани катастрофы из-за жадности и невежества своего правителя. Император Лаэрт III, поглощенный амбициями и жаждой власти, решил играть силами, которые выходили за пределы его понимания.
Источник магии, на котором держалась Империя, стал источником несчастья. Великое Похолодание, вызванное безрассудными действиями императора, обрушилось на земли Аэнора, угрожая уничтожить все живое.
Чтобы спасти свой народ от неминуемой гибели, Лаэрт III отправил корабли к новому берегу, куда они прибыли под покровом тайных заклинаний и жертвоприношений. Так началась новая эра для народа Аэнора - эра Нового Аэнора.
Но новая земля оказалась не такой гостеприимной, как казалось. Столкнувшись с жителями Атакиты, северяне обнаружили, что им придется бороться за выживание и за свою новую родину. Разделенные внутренними конфликтами и столкновениями интересов, они стали врагами друг другу.
Так началась новая глава истории Аэнора, где древние враги стали новыми союзниками, а бывшие союзники превратились в смертельных врагов. Время испытаний настало для народа Нового Аэнора, и лишь сила воли и мудрость смогут помочь им преодолеть все преграды на пути к выживанию.

## Разработка
Разработчики «Северного Клинка» - команда Zakta, один из старейших игровых разработчиков в России. Ими создано множество игр, ныне ставшими вехами в развитии игровой индустрии. Так, среди проектов  Zaktы культовые игры Silent Storm и «Проклятые Земли», завоевавшие десятки наград и массу лестных отзывов в прессе. Продюсер проекта и лидер команды Дмитрий Захаров начал свою карьеру разработчика в 1988 году, с тех пор создав множество игр, ныне ставшими вехами в развитии игровой индустрии. Антон Кругляков, руководитель проекта «Северный Клинок» - также ветеран игровой разработки, многие годы создававший успешные игры в команде с Дмитрием.
К сотрудничеству с  Astrum Online Entertainment команда Дмитрия Захарова пришла и сразу взялась за разработку масштабной клиентской MMO-игры – проекта, сегодня получившего название «Северный Клинок».
В настоящее время проект развивается и оперируется командой разработчиков компании «N-blade».

## Классы персонажей
В игре имеется 5 различных игровых классов: Воин, Разбойник, Лучник, Жрец, Маг .
Воины, смелые и непоколебимые, стоят на передовой, разрубая врагов своими мечами. 
Маги, владыки стихий, обладают силой заклинаний, способных уничтожить целые отряды противников. 
Жрецы, служители веры, поддерживают своих соратников исцеляющими молитвами. 
Разбойники, хитрые и безжалостные, действуют скрытно и эффективно, нанося удары там, где враг их не ждет. 
Лучники, мастера стрельбы из луков и арбалетов, уничтожают врагов на расстоянии, оставляя им лишь малейший шанс на спасение. 
| Воин - Ближний бой - Владеет двуручным и одноручным оружием - Повышает защиту и атаку союзников                           | Маг - Бой на расстоянии - Высокий урон - Атаки наносят периодический урон - Атаки действуют на область |
| Жрец - Ближний бой - Может исцелять себя и союзников - Повышает защиту и скорость союзников                               | Разбойник - Ближний бой - Быстрые атаки - Высокий урон - Использует яды и ловушки                      |
| Лучник - Бой на расстоянии - Высокий урон - Быстрые атаки - Атаки наносят периодический урон - Атаки действуют на область | |

## Награды
- Приз зрительских симпатий КРИ-2010[3]